# Chthonius ventalloi
Chthonius ventalloi är en spindeldjursart som beskrevs av Beier 1939. Chthonius ventalloi ingår i släktet Chthonius och familjen käkklokrypare.

## Underarter
Arten delas in i följande underarter:
- C. v. cazorlensis
- C. v. ventalloi